# Premio Grammy Latino por mejor álbum pop vocal
El premio Grammy Latino al mejor álbum pop vocal es uno de los premios presentados anualmente en las ceremonias de los Premios Grammy Latinos. Este premia artistas solistas, dúos y/o grupos por álbumes considerados de música pop. La categoría se otorgó en la primera edición de los Premios Grammy Latinos, pero fue descontinuada desde el año siguiente hasta el 2011 por las tres categorías de Mejor álbum pop vocal masculino, femenino y dúo o grupo. Después, la Academia Latina de Artes y Ciencias de la Grabación tomó la decisión de eliminar estas tres categorías y en su reemplazo, se entregó la categoría de Mejor álbum vocal pop contemporáneo entre el 2012 y 2019. En 2020, la categoría volvió a ser premiada para reemplazar la anterior, después de 20 años de ser descontinuada.
Según el libro de definiciones de categorías de los Grammys Latinos, los álbumes deberán contar con 51 % o más de grabaciones de música pop nuevas, es decir, material que no haya sido lanzado previamente, un mínimo de 5 canciones, además de solo ser elegibles grabaciones en español o lenguas/dialectos de Hispanoamérica. Únicamente se entrega la estatuilla al artista (solista, dúo o grupo), productor(es), e ingeniero(s) de grabación y de mezcla que participaron en el 51 % o más del álbum.
Luis Miguel fue el primer ganador de la categoría con su álbum Amarte es un placer (1999).

## Ganadores y nominados
| Año  | Ganador(es)     | Álbum               | Nominados | Año    |
| ---- | --------------- | ------------------- | --- | ------ |

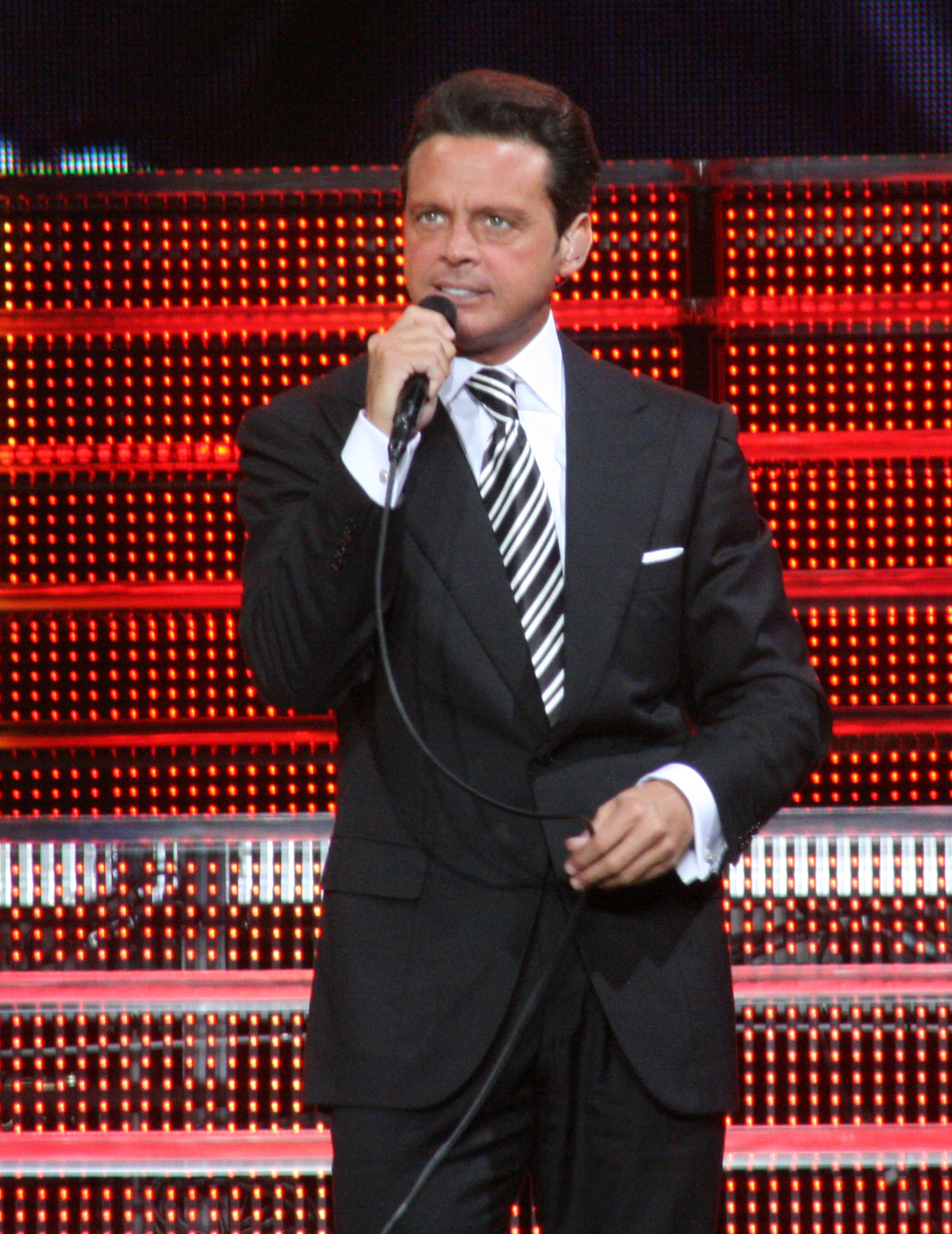
El cantante mexicano Luis Miguel fue el primer ganador del premio en 2000.

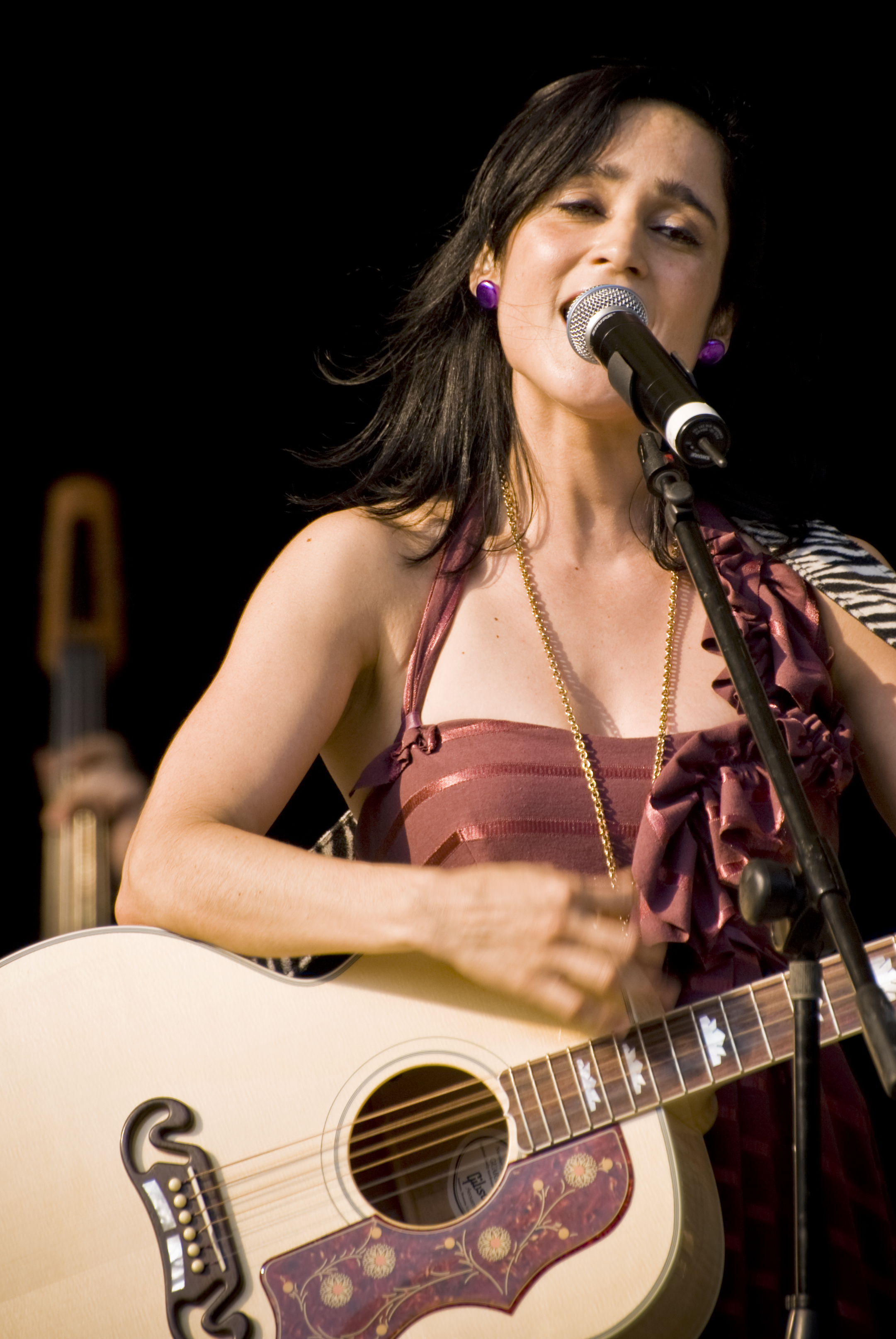
La cantante mexicana Julieta Venegas fue la primera artista femenina en ganar el premio en 2023.

| 2000 | Luis Miguel     | Amarte es un placer | - Ketama – Toma Ketama! - Maná – Maná MTV Unplugged - Pablo Milanés – Vengo Naciendo - Shakira – MTV Unplugged                           | [ 5 ]  |
| 2020 | Ricky Martin    | Pausa               | - Aitana – Spoiler - Beret – Prisma - Camilo – Por Primera Vez - Juanes – Más futuro que pasado                                          | [ 6 ]  |
| 2021 | Camilo          | Mis Manos           | - Andrés Calamaro – Dios los Cría - Camilo – Mis Manos - Pedro Capó – Munay - Danna Paola – K.O. - Reik – De México                      | [ 7 ]  |
| 2022 | Sebastián Yatra | Dharma              | - Elsa y Elmar – ya no somos los mismos - Kany García – El Amor Que Merecemos - Jesse & Joy – Clichés - Carla Morrison – El renacimiento | [ 8 ]  |
| 2023 | Julieta Venegas | Tu Historia         | - Pablo Alborán – La cuarta hoja - AleMor – Beautiful Humans Vol. 1 - Camilo – De adentro pa' fuera - Pedro Capó – La Neta               | [ 9 ]  |
| 2024 | Luis Fonsi      | El Viaje            | - Caloncho – Tofu - Emilia Mernes – .MP3 - Mau & Ricky – Hotel Caracas - Kali Uchis – Orquídeas - Nicole Zignago – Escrita               | [ 10 ] |